# Tobias Hemdorff
Tobias Hemdorff es un deportista danés que compitió en vela en la clase Europe. Ganó dos medallas en el Campeonato Mundial de Europe, plata en 2010 y oro en 2011.

## Palmarés internacional
| Campeonato Mundial | Campeonato Mundial | Campeonato Mundial | Campeonato Mundial |
| Año                | Lugar              | Medalla            | Clase              |
| ------------------ | ------------------ | ------------------ | ------------------ |
| 2010               | Arkösund (Suecia)  | Medalla de plata   | Europe             |
| 2011               | Gravedona (Italia) | Medalla de oro     | Europe             |